# Еріх Гейден
Еріх Гейден (нім. Erich Heyden; 24 вересня 1879 — 1948) — німецький офіцер, контрадмірал крігсмаріне.

## Біографія
12 квітня 1898 року вступив у кайзерліхмаріне. Учасник Першої світової війни. До січня 1917 року очолював комісію із затвердження торпедних катерів. З липня 1917 року — командир флотилії оборони Емса, одночасно командир легкого крейсера «Аркона». В січні-серпні 1918 року — командир флотилії берегової оборони Емса і флотилії супроводу підводних човнів. З грудня 1918 року — останній командир лінійного крейсера «Гінденбург». Здійснив передачу корабля в Скапа-Флоу для інтернування і 21 червня 1919 року потопив там корабель.
Після демобілізації армії залишений на флоті. З вересня 1922 року — командир малого крейсера «Гамбург». З 27 квітня 1924 року — начальник відділу кадрів Імперського управління ВМС. 30 листопада 1928 року звільнений у відставку.
З початком Другої світової війни був призваний на службу. З квітня 1940 по травень 1943 року — старший директор верфі і командиром арсеналу на новоствореній верфі крігсмаріне в Гортені.

## Звання
- Корветтен-капітан (10 серпня 1915)[1]
- Фрегаттен-капітан (1 жовтня 1920)
- Капітан-цур-зее (1 квітня 1923)
- Контрадмірал запасу (30 листопада 1928)[4]

## Нагороди
- Китайська медаль в бронзі
- Залізний хрест
  - 2-го класу (14 серпня 1915)
  - 1-го класу (30 червня 1917)
- Ганзейський Хрест (Гамбург)
- Хрест «За вислугу років» (Пруссія) (25 років; 30 березня 1920)
- Почесний хрест ветерана війни з мечами